# Short track na Zimních olympijských hrách 1988
Short track na Zimních olympijských hrách 1988 uvádí přehled medailových umístění v jednotlivých disciplínách short tracku na Zimních olympijských hrách 1988, kde byl tento sport poprvé uveden.

## Tabulka umístění
| Pořadí | Země               | 1. místo | 2. místo | 3. místo | Celkově |
| ------ | ------------------ | -------- | -------- | -------- | ------- |
| 1.     | Spojené království | 2        | 0        | 0        | 2       |
| 2.     | Jižní Korea        | 2        | 0        | 0        | 2       |
| 3.     | Nizozemsko         | 2        | 2        | 1        | 5       |
| 4.     | Čína               | 1        | 0        | 2        | 3       |
| 5.     | Kanada             | 1        | 6        | 3        | 10      |
| 6.     | Itálie             | 1        | 1        | 2        | 4       |
| 7.     | Japonsko           | 1        | 1        | 1        | 3       |
| 8.     | Francie            | 0        | 0        | 1        | 1       |
|        | Celkem             | 10       | 10       | 10       | 30      |

## Medailisté

### Muži
| Disciplína                   | 1. místo                                                                 | Výkon   | 2. místo                                                          | Výkon   | 3. místo                                                            | Výkon   |
| ---------------------------- | ------------------------------------------------------------------------ | ------- | ----------------------------------------------------------------- | ------- | ------------------------------------------------------------------- | ------- |
| 500 m                        | Spojené království Wilfred O'Reilly                                      | 44.80   | Kanada Mario Vincent                                              | 45.15   | Japonsko Tatsuyoshi Ishihara                                        | 45.37   |
| 1000 m                       | Spojené království Wilf O'Reilly                                         | 1:33.44 | Kanada Michel Daignault                                           | 1:33.66 | Francie Marc Bella                                                  | 1:34.45 |
| 1500 m                       | Jižní Korea Kim Ki-Hoon                                                  | 2:26.68 | Kanada Louis Grenier                                              | 2:26.99 | Itálie Orazio Fagone                                                | 2:27.16 |
| 3000 m                       | Jižní Korea Joon-Ho Lee                                                  | 5:21.63 | Nizozemsko Charles Veldhoven                                      | 5:22.39 | Kanada Michel Daignault                                             | 5:30.68 |
| Štafeta 5000 m (4 x 1 250 m) | Nizozemsko Charles Veldhoven Peter van der Velde Jaco Mos Richard Suyten | 7:29.05 | Itálie Roberto Peretti Enrico Peretti Orazio Fagone Hugo Herrnhof | 7:30.39 | Kanada Louis Grenier Robert Dubreuil Mario Vincent Michel Daignault | 7:35.47 |

### Ženy
| Disciplína                 | 1. místo                                                                            | Výkon   | 2. místo                                                       | Výkon   | 3. místo                                                                | Výkon   |
| -------------------------- | ----------------------------------------------------------------------------------- | ------- | -------------------------------------------------------------- | ------- | ----------------------------------------------------------------------- | ------- |
| 500 m                      | Nizozemsko Monique Velzeboerová                                                     | 48.28   | Kanada Eden Donatelli                                          | 48.34   | Čína China.svg Li Yan                                                   | 48.84   |
| 1000 m                     | Čína Li Yan                                                                         | 1:43.10 | Kanada Sylvie Daigle                                           | 1:41.15 | Nizozemsko Monique Velzeboerová                                         | 1:43.10 |
| 1500 m                     | Kanada Sylvie Daigle                                                                | 2:37.61 | Nizozemsko Monique Velzeboerová                                | 2:37.77 | Čína Li Yan                                                             | 2:37.92 |
| 3000 m                     | Japonsko Eiko Šišii                                                                 | 5:25.44 | Kanada Sylvie Daigle                                           | 5:25.82 | Itálie Maria Rosa                                                       | 5:25.89 |
| Štafeta 3000 m (4 x 750 m) | Itálie Maria Rosa Candido Gabriella Monteduro Barbara Mussio Maria Cristina Sciolla | 4:45.88 | Japonsko Hiromi Takeuči Eiko Šišii Jumiko Jamada Nobuko Jamada | 4:46.91 | Kanada Susan Auchová Nathalie Lambertová Eden Donatelli Marye Perreault | 4:49.77 |